# سیارک ۷۵۴۲
سیارک ۷۵۴۲ (به انگلیسی: 7542 Johnpond، نامگذاری:1953GN) هفت هزار و پانصد و چهل و دومین سیارک کشف شده‌است که در ۷ آوریل ۱۹۵۳ و در هایدلبرگ کشف شد.